# Dél-Korea közigazgatása
Dél-Korea közigazgatásilag nyolc tartományból (to), egy független igazgatású tartományból, egy különleges igazgatású, egy független önkormányzatú és hat tartományi jogú városból áll, ezek a legfelsőbb szintek. A kisebb egységek a megyék (kun) és városok (si). A megyék alá tartoznak az upok és a körzetek (mjon), ezeken belül pedig lehetnek falvak (ri); a városok kerületekre (ku) és tongokra oszlanak.

## Felosztás
| Szint | Szint neve                                                                          | Típusa                         | Hangul      | handzsa    | Magyaros            | Db. |
| ----- | ----------------------------------------------------------------------------------- | ------------------------------ | ----------- | ---------- | ------------------- | --- |
| 1     | felsőbb szintű helyi autonómia 광역자치단체 / 廣域自治團體 kvangjok-csacshi-tancshe | tartományok                    | 도          | 道         | to                  | 8   |
| 1     | felsőbb szintű helyi autonómia 광역자치단체 / 廣域自治團體 kvangjok-csacshi-tancshe | független igazgatású tartomány | 특별 자치도 | 特別自治道 | thukpjol-csacshi-to | 1   |
| 1     | felsőbb szintű helyi autonómia 광역자치단체 / 廣域自治團體 kvangjok-csacshi-tancshe | különleges igazgatású város    | 특별시      | 特別市     | thukpjol-si         | 1   |
| 1     | felsőbb szintű helyi autonómia 광역자치단체 / 廣域自治團體 kvangjok-csacshi-tancshe | független önkormányzatú város  | 특별 자치시 | 特別自治市 | thukpjol-csacshi-si | 1   |
| 1     | felsőbb szintű helyi autonómia 광역자치단체 / 廣域自治團體 kvangjok-csacshi-tancshe | tartományi jogú városok        | 광역시      | 廣域市     | kvangjok-si         | 6   |
|       |                                                                                     |                                |             |            |                     |     |
| 2     | alsóbb szintű helyi autonómia 기초자치단체 / 基礎自治團體 kicsho-csacshi-tancshe    | városok                        | 시          | 市         | si                  | 77  |
| 2     | alsóbb szintű helyi autonómia 기초자치단체 / 基礎自治團體 kicsho-csacshi-tancshe    | megyék                         | 군          | 郡         | kun                 | 84  |
| 2     | alsóbb szintű helyi autonómia 기초자치단체 / 基礎自治團體 kicsho-csacshi-tancshe    | kerületek                      | 구          | 區         | ku                  | 69  |
|       |                                                                                     |                                |             |            |                     |     |
| N/A   | N/A                                                                                 | kerületek                      | 구          | 區         | ku                  | 33  |
| N/A   | N/A                                                                                 |                                | 읍          | 邑         | up                  |     |
| N/A   | N/A                                                                                 | körzet                         | 면          | 面         | mjon                |     |
| N/A   | N/A                                                                                 |                                | 동          | 洞         | tong                |     |
| N/A   | N/A                                                                                 | falvak                         | 통          | 統         | thong               |     |
| N/A   | N/A                                                                                 | falvak                         | 리          | 里         | ri                  |     |
| N/A   | N/A                                                                                 |                                | 반          | 班         | pan                 |     |

A tartományok (to) megyékre (kun) oszlanak, amelyek alá tartoznak az upok és a körzetek (mjon), melyeken belül következnek a falvak (ri). A hat nagy város tartományi jogot kapott (kvangjok-si), a si jelölésű városok olyan megyékből jöttek létre, amelyek lakossága meghaladja a 150 000 főt. Az 500 000 főt meghaladó nagyvárosok kerületekre (ku) oszlanak, a többi város tongokra. Szöul különleges igazgatású város (thukpjol-si), 25 kerülete és 423 tongja van. A kerületek 1988 óta autonóm önkormányzattal rendelkeznek és 1955 óta választanak saját polgármestert.

## Tartományi szint
| Térkép | Kód   | Név                                     | Hangul          | handzsa        |
| --- | ----- | --------------------------------------- | --------------- | -------------- |
| Kangvon Szöul Incshon Kjonggi Dél-Cshungcshong Észak-Cshungcshong Szedzsong Tedzson Észak-Kjongszang Észak-Csolla Tegu Ulszan Puszan Dél-Kjongszang Kvangdzsu Dél-Csolla Csedzsu Észak-Korea JapánSárga-tenger (Nyugati-tenger) Koreai-szoros Japán-tenger (Keleti-tenger) | KR-11 | Szöul különleges igazgatású város       | 서울 특별시     | 서울特別市     |
| Kangvon Szöul Incshon Kjonggi Dél-Cshungcshong Észak-Cshungcshong Szedzsong Tedzson Észak-Kjongszang Észak-Csolla Tegu Ulszan Puszan Dél-Kjongszang Kvangdzsu Dél-Csolla Csedzsu Észak-Korea JapánSárga-tenger (Nyugati-tenger) Koreai-szoros Japán-tenger (Keleti-tenger) | KR-26 | Puszan tartományi jogú város            | 부산 광역시     | 釜山廣域市     |
| Kangvon Szöul Incshon Kjonggi Dél-Cshungcshong Észak-Cshungcshong Szedzsong Tedzson Észak-Kjongszang Észak-Csolla Tegu Ulszan Puszan Dél-Kjongszang Kvangdzsu Dél-Csolla Csedzsu Észak-Korea JapánSárga-tenger (Nyugati-tenger) Koreai-szoros Japán-tenger (Keleti-tenger) | KR-27 | Tegu tartományi jogú város              | 대구 광역시     | 大邱廣域市     |
| Kangvon Szöul Incshon Kjonggi Dél-Cshungcshong Észak-Cshungcshong Szedzsong Tedzson Észak-Kjongszang Észak-Csolla Tegu Ulszan Puszan Dél-Kjongszang Kvangdzsu Dél-Csolla Csedzsu Észak-Korea JapánSárga-tenger (Nyugati-tenger) Koreai-szoros Japán-tenger (Keleti-tenger) | KR-28 | Incshon tartományi jogú város           | 인천 광역시     | 仁川廣域市     |
| Kangvon Szöul Incshon Kjonggi Dél-Cshungcshong Észak-Cshungcshong Szedzsong Tedzson Észak-Kjongszang Észak-Csolla Tegu Ulszan Puszan Dél-Kjongszang Kvangdzsu Dél-Csolla Csedzsu Észak-Korea JapánSárga-tenger (Nyugati-tenger) Koreai-szoros Japán-tenger (Keleti-tenger) | KR-29 | Kvangdzsu tartományi jogú város         | 광주 광역시     | 光州廣域市     |
| Kangvon Szöul Incshon Kjonggi Dél-Cshungcshong Észak-Cshungcshong Szedzsong Tedzson Észak-Kjongszang Észak-Csolla Tegu Ulszan Puszan Dél-Kjongszang Kvangdzsu Dél-Csolla Csedzsu Észak-Korea JapánSárga-tenger (Nyugati-tenger) Koreai-szoros Japán-tenger (Keleti-tenger) | KR-30 | Tedzson tartományi jogú város           | 대전 광역시     | 大田廣域市     |
| Kangvon Szöul Incshon Kjonggi Dél-Cshungcshong Észak-Cshungcshong Szedzsong Tedzson Észak-Kjongszang Észak-Csolla Tegu Ulszan Puszan Dél-Kjongszang Kvangdzsu Dél-Csolla Csedzsu Észak-Korea JapánSárga-tenger (Nyugati-tenger) Koreai-szoros Japán-tenger (Keleti-tenger) | KR-31 | Ulszan tartományi jogú város            | 울산 광역시     | 蔚山廣域市     |
| Kangvon Szöul Incshon Kjonggi Dél-Cshungcshong Észak-Cshungcshong Szedzsong Tedzson Észak-Kjongszang Észak-Csolla Tegu Ulszan Puszan Dél-Kjongszang Kvangdzsu Dél-Csolla Csedzsu Észak-Korea JapánSárga-tenger (Nyugati-tenger) Koreai-szoros Japán-tenger (Keleti-tenger) | KR-50 | Szedzsong független önkormányzatú város | 세종 특별자치시 | 世宗特別自治市 |
| Kangvon Szöul Incshon Kjonggi Dél-Cshungcshong Észak-Cshungcshong Szedzsong Tedzson Észak-Kjongszang Észak-Csolla Tegu Ulszan Puszan Dél-Kjongszang Kvangdzsu Dél-Csolla Csedzsu Észak-Korea JapánSárga-tenger (Nyugati-tenger) Koreai-szoros Japán-tenger (Keleti-tenger) | KR-41 | Kjonggi tartomány                       | 경기도          | 京畿道         |
| Kangvon Szöul Incshon Kjonggi Dél-Cshungcshong Észak-Cshungcshong Szedzsong Tedzson Észak-Kjongszang Észak-Csolla Tegu Ulszan Puszan Dél-Kjongszang Kvangdzsu Dél-Csolla Csedzsu Észak-Korea JapánSárga-tenger (Nyugati-tenger) Koreai-szoros Japán-tenger (Keleti-tenger) | KR-42 | Kangvon tartomány                       | 강원도          | 江原道         |
| Kangvon Szöul Incshon Kjonggi Dél-Cshungcshong Észak-Cshungcshong Szedzsong Tedzson Észak-Kjongszang Észak-Csolla Tegu Ulszan Puszan Dél-Kjongszang Kvangdzsu Dél-Csolla Csedzsu Észak-Korea JapánSárga-tenger (Nyugati-tenger) Koreai-szoros Japán-tenger (Keleti-tenger) | KR-43 | Észak-Cshungcshong tartomány            | 충청북도        | 忠清北道       |
| Kangvon Szöul Incshon Kjonggi Dél-Cshungcshong Észak-Cshungcshong Szedzsong Tedzson Észak-Kjongszang Észak-Csolla Tegu Ulszan Puszan Dél-Kjongszang Kvangdzsu Dél-Csolla Csedzsu Észak-Korea JapánSárga-tenger (Nyugati-tenger) Koreai-szoros Japán-tenger (Keleti-tenger) | KR-44 | Dél-Cshungcshong tartomány              | 충청남도        | 忠清南道       |
| Kangvon Szöul Incshon Kjonggi Dél-Cshungcshong Észak-Cshungcshong Szedzsong Tedzson Észak-Kjongszang Észak-Csolla Tegu Ulszan Puszan Dél-Kjongszang Kvangdzsu Dél-Csolla Csedzsu Észak-Korea JapánSárga-tenger (Nyugati-tenger) Koreai-szoros Japán-tenger (Keleti-tenger) | KR-45 | Észak-Csolla tartomány                  | 전라북도        | 全羅北道       |
| Kangvon Szöul Incshon Kjonggi Dél-Cshungcshong Észak-Cshungcshong Szedzsong Tedzson Észak-Kjongszang Észak-Csolla Tegu Ulszan Puszan Dél-Kjongszang Kvangdzsu Dél-Csolla Csedzsu Észak-Korea JapánSárga-tenger (Nyugati-tenger) Koreai-szoros Japán-tenger (Keleti-tenger) | KR-46 | Dél-Csolla tartomány                    | 전라남도        | 全羅南道       |
| Kangvon Szöul Incshon Kjonggi Dél-Cshungcshong Észak-Cshungcshong Szedzsong Tedzson Észak-Kjongszang Észak-Csolla Tegu Ulszan Puszan Dél-Kjongszang Kvangdzsu Dél-Csolla Csedzsu Észak-Korea JapánSárga-tenger (Nyugati-tenger) Koreai-szoros Japán-tenger (Keleti-tenger) | KR-47 | Észak-Kjongszang tartomány              | 경상북도        | 慶尙北道       |
| Kangvon Szöul Incshon Kjonggi Dél-Cshungcshong Észak-Cshungcshong Szedzsong Tedzson Észak-Kjongszang Észak-Csolla Tegu Ulszan Puszan Dél-Kjongszang Kvangdzsu Dél-Csolla Csedzsu Észak-Korea JapánSárga-tenger (Nyugati-tenger) Koreai-szoros Japán-tenger (Keleti-tenger) | KR-48 | Dél-Kjongszang tartomány                | 경상남도        | 慶尙南道       |
| Kangvon Szöul Incshon Kjonggi Dél-Cshungcshong Észak-Cshungcshong Szedzsong Tedzson Észak-Kjongszang Észak-Csolla Tegu Ulszan Puszan Dél-Kjongszang Kvangdzsu Dél-Csolla Csedzsu Észak-Korea JapánSárga-tenger (Nyugati-tenger) Koreai-szoros Japán-tenger (Keleti-tenger) | KR-49 | Csedzsu független igazgatású tartomány  | 제주 특별자치도 | 濟州特別自治道 |

### Különleges igazgatású városok
Szöul 1946. augusztus 15-én kapta meg a különleges igazgatású független város (특별 자유시, thukpjol-csajusi) címet és lett Kjonggi tartománytól független. 1949. augusztus 15-től különleges igazgatású város. 2012 óta részleges adminisztratív központként funkcionál a Jongi megye területén újonnan létrehozott Szedzsong városa, mint független önkormányzatú város.
| Típus                         | Hangul     | handzsa    | Magyaros            | Városok                                           | Száma |
| ----------------------------- | ---------- | ---------- | ------------------- | ------------------------------------------------- | ----- |
| különleges igazgatású város   | 특별시     | 特別市     | thukpjol-si         | Szöul                                             | 1     |
| tartományi jogú városok       | 광역시     | 廣域市     | kvangjok-si         | Incshon, Kvangdzsu, Puszan, Tegu, Tedzson, Ulszan | 6     |
| független önkormányzatú város | 특별자치시 | 特別自治市 | thukpjol-csacshi-si | Szedzsong                                         | 1     |

## Helyhatósági szint

### Város(si)
A városok, (시 / 市; si) a megyékkel (kun) együtt a tartományok alegységei. Amint egy megye eléri a 150 000 fős népességet, sivé válik. Az 500 000 főt meghaladó lakosú városok adminisztratív egysége a kerület (ku) (kivételek: Kimhe, Hvaszong és Namjangdzsu). A ku tovább bontható tongokra. Az 500 000 főnél kisebb települések tongokra vannak felosztva.

### Megye(kun)
A megye (군 / 郡, kun) a tartomány alegysége, de Puszan, Tegu, Incshon és Ulszan tartományi jogú városonak is vannak kunjai (a kerületeik mellett). A megye lakossága 150 000 főnél kevesebb és a népsűrűsége kisebb a kuénál. Tipikusan vidéki jellegű terület, míg a kerület városi jellegű. A megyék alá tartoznak az upok és a körzetek (mjon). A városokon belül található kunokat gyakorlatilag „vidéki kerületnek” lehetne fordítani.

### Kerület(ku)
A kerület (구 / 區, ku) a városok adminisztratív egysége, bár néhány tartományi jogú város, mint Puszan, Tegu, Incshon és Ulszan kunokkal is rendelkezik. A kerületek tovább oszthatóak tongokra.

## Legalsó szintek

### Up
Az up (읍 / 邑) a mjonnal együtt a megyék (kun) és az 500 000 fő alatti városok (si) alá tartozó egység. A megye illetve a város alá tartozó legnagyobb népességű kisvárosokat nevezik így. Legalább 20 000 fős településekből lehet up. Az upok alá tartozhatnak falvak (ri).

### Mjon
A mjon (면 / 面) az uppal együtt a megyék (kun) és az 500 000 fő alatti városok (si) alá tartozó egység. A mjonok legalább 6000 főt képviselő adminisztratív egységek, jellemzően kevesebb lakossal, mint egy up és vidéki területen találhatóak. A mjonok alá tartozhatnak falvak (ri).

### Tong
A tong (동 / 洞) a kerületek (ku), illetve a kerületekre nem osztható egyes városok (si) adminisztratív egységei. A tong a legkisebb olyan városi adminisztratív egység, mely saját irodát tart fenn.  Némely esetben az egy jogi egységet képviselő tongot a gyakorlatban több adminisztratív tongra oszthatják fel, melyek saját irodával rendelkeznek. Ezekben az esetkeben az egy tong alá tartozó adminisztratív tongokat számmal látják el, például Puszan Tongne-ku kerületének Mjongdzsang-tongja az alábbiak szerint osztható tovább: Mjongdzsang 1-tong, Mjongdzsang 2-tong.
A tongok elméletben tovább oszthatóak thongokra (통 / 統), de a gyakorlatban nemigen alkalmazzák már. A nagy népsűrűségű tongok tovább oszthatóak ka (가 / 街) elnevezésű egységekre, ezek azonban nem önkormányzati egységek, csupán a címek szempontjából fontosak.

### Falu(ri)
A falvak (리 / 里, ri) az upok és a mjonok alá tartoznak és a vidéki önkormányzatok legkisebb egységei.

## Fordítás
- Ez a szócikk részben vagy egészben  az   Administrative divisions of South Korea című angol Wikipédia-szócikk ezen változatának fordításán alapul.  Az eredeti cikk szerkesztőit annak laptörténete sorolja fel. Ez a jelzés csupán a megfogalmazás eredetét és a szerzői jogokat jelzi, nem szolgál a cikkben szereplő információk forrásmegjelöléseként.